# Chomanahalli, Belur
Chomanahalli là một làng thuộc tehsil Belur, huyện Hassan, bang Karnataka, Ấn Độ.